# Yellow Sky
Yellow Sky is een Amerikaanse western uit 1948 onder regie van William A. Wellman. Destijds werd de film in Nederland uitgebracht onder de titel De verlaten stad.

## Verhaal
Een bende van zeven bankrovers houdt zich schuil in een spookstad in de zoutvlakten. Daar blijkt een oude goudzoeker te wonen met zijn kleindochter. Al snel gaat de bende vermoeden dat de goudzoeker weet heeft van een oude goudmijn.

## Rolverdeling
| Acteur          | Personage  |
| --------------- | ---------- |
| Gregory Peck    | Stretch    |
| Anne Baxter     | Mike       |
| Richard Widmark | Dude       |
| Robert Arthur   | Bull Run   |
| John Russell    | Lengthy    |
| Harry Morgan    | Half Pint  |
| James Barton    | Grootvader |
| Charles Kemper  | Walrus     |